# واترپلو

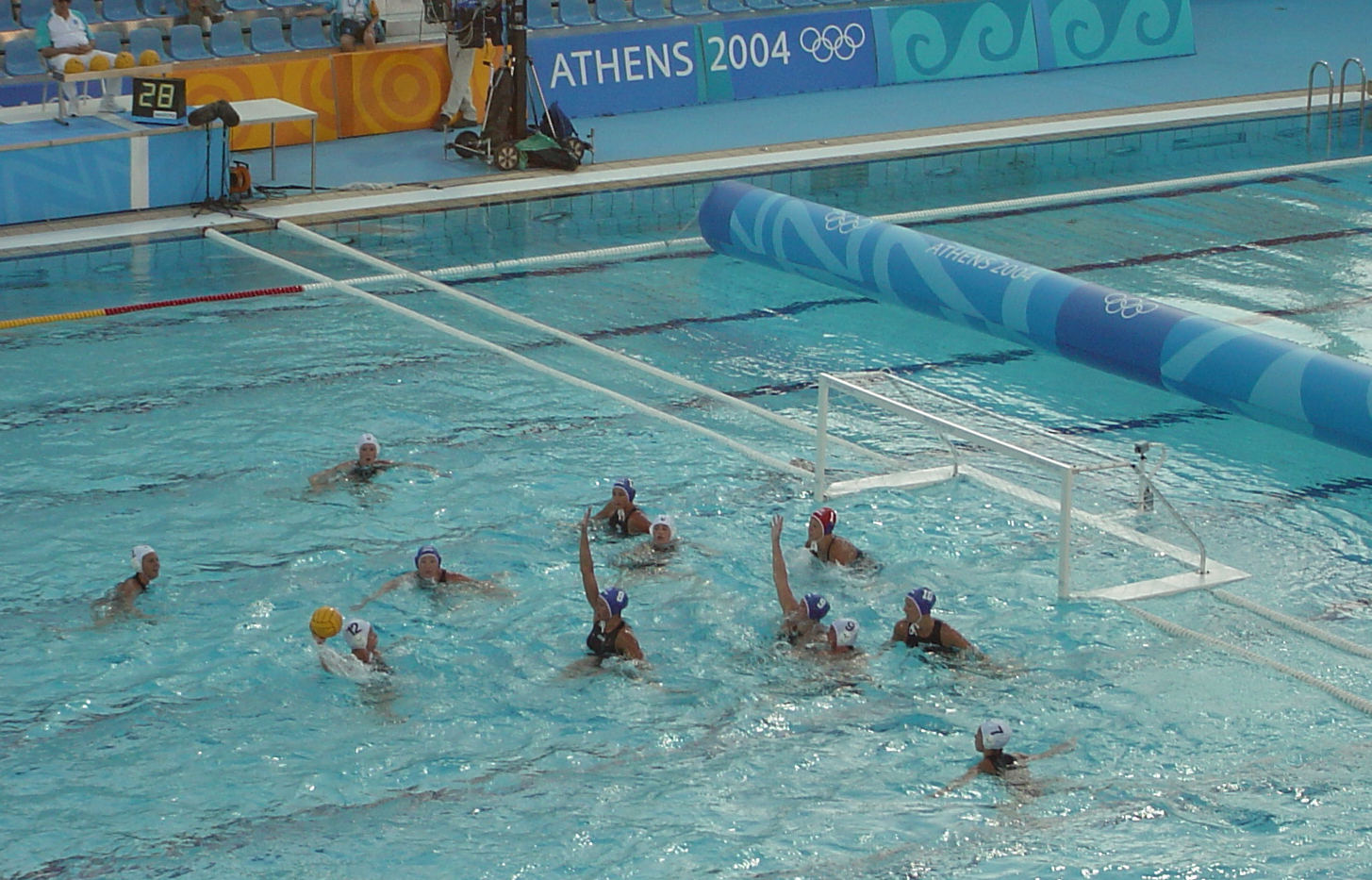
واترپولو

واترپولو (Water polo) یک ورزش گروهی است که با استفاده از توپ در آب برگزار می‌شود که در آن دو تیم با ۶ بازیکن و یک دروازه‌بان در هر تیم به همراه ۷ بازیکن ذخیره در این ورزش شرکت می‌کنند و در محوطه‌ای درون استخر به ابعاد ۲۵ در ۲۰ متر بازی می‌کنند. بازیکنان باید با شنا کردن حرکت کنند. این بازی در ۴ زمان ۸ دقیقه‌ برگزار می‌شود. برنده تیمی است که در این ۴ زمان توپ‌های بیشتری را وارد دروازهٔ حریف کند.

## تاریخچه
واترپولو در دهه ۱۸۷۰ در بریتانیا اختراع شد و نخستین قواعد آن در اسکاتلند و انگلیس ایجاد شد، اولین بازی بین‌المللی بین تیم‌های ملی این دو کشور در سال ۱۸۹۰ در لندن برگزار و با پیروزی اسکاتلند به پایان رسید. ترجمه تحت‌اللفظی واترپولو به معنای«چوگان آبی » است. این رشته نخستین ورزش گروهی بود که در سال ۱۹۰۰ وارد المپیک شد که با قهرمانی بریتانیا همراه بود. حاکمیت انگلیسیها بر این رشته بعدها از میان رفت و کشورهایی چون مجارستان، اسکاتلند و کشورها اروپای شرقی به قدرت‌های اول این رشته بدل شدند. ورود واترپولوی زنان به بازی‌های المپیک در المپیک ۲۰۰۰ سیدنی صورت گرفت. ادارهٔ این ورزش در سطح بین‌المللی بر عهده فدراسیون بین‌المللی شنا با نام اختصاری «فینا» است. طول استخر واترپلو در مسابقات بین‌المللی ۲۵ و عرض آن ۲۰ متر است. دروازه‌ها ۳ متر عرض دارند و ۹۰ سانتی‌متر از سطح آب ارتفاع دارند. وزن توپ هم ۴۰۰ تا ۴۵۰ گرم است.

## مهارت‌های اولیه
برای انجام ورزش واترپولو ورزشکار باید در بعضی کارها مهارت داشته باشد. اولین فاکتور لازم برای شروع این ورزش، مهارت در شنا است. در این ورزش، بازیکنان باید بتوانند طول ۲۵ متری استخر را بارها و بارها شنا کنند. نوع شنا کردن بازیکنان واترپولو با شنای کلاسیک متفاوت است. در این روش بازیکنان از یک استیل آزاد استفاده می‌کنند به‌طوری‌که هنگام شنا کردن همیشه سر آن‌ها از آب بیرون خواهد بود تا بتوانند بر بازی مسلط باشند. مهارت دومی که بازیکنان باید به دست آورند، شیوه کنترل توپ با یک دست است. همچنین این ورزشکاران باید بتوانند توپ را با هر دو دست خود کنترل کنند.
مهارت دیگری که ورزشکاران این رشته باید داشته باشند، نوعی پا دوچرخه‌است که در آن حرکات پا به صورت دایره وار انجام می‌شود. در این حرکت که ورزشکاران از آن برای نگه داشتن خود روی سطح آب استفاده می‌کنند، انرژی بسیار کم مصرف می‌شود. ورزشکاران ورزش واترپولو باید از تمرکز و سرعت عمل بالایی برخوردار باشند تا بتوانند بر تیم حریف غلبه کنند.

## قوانین ورزش واترپولو
هر تیم از ۱۴ بازیکن تشکیل شده‌است که شامل هفت بازیکن اصلی و هفت بازیکن ذخیره‌است. بازیکنان اصلی دارای یک دروازه بان و شش بازیکن زمین هستند. این شش بازیکن می‌توانند هم در نقش حمله و هم در نقش دفاعی ظاهر شوند. یکی از قوانین مهم واترپولو این است که بازیکنان زمین اجازه ندارند توپ را با دو دست بگیرند(به جز دروازبان) و باید آن را فقط با یک دست کنترل کنند. در فاصله دو متری از دروازه بان‌های هر تیم نشانه‌هایی به نام خط دو متری وجود دارد. بازیکنان تیم مقابل اگر توپ نداشته باشند نباید وارد این محوطه شوند در غیر این صورت خطا به سود تیم مقابل گرفته می‌شود. دیگر خطا های رایج در واترپلو کشیدن یا فرو کردن بازیکن مقابل زیر اب است که ممکن است منجرب به اخراج شود . اگر بازیکنی از زمین اخراج شود ۲۰ ثانیه از زمین بیرون خواهد بود.هر بازیکن اخراج ۲۰ ثانیه ای را دارد و بعد از بار سوم  حق شرکت در ادامه مسابقه را ندارد.

## ابعاد زمین و زمان بازی
قوانین بازی بارها دچار تغییر شده‌است. فدراسیون جهانی ورزشهای آبی برای افزایش سرعت بازی و افزایش جذابیت بازی و به ثمر رسیدن گل‌های بیشتری قوانین را اعمال کرده‌است.
در دهه گذشته، یک مجموعه نوظهور از ادبیات تحقیقات عملکرد نشان می‌دهد که جنبه‌های خاصی از بازی واترپلو به‌طور مداوم توسط تغییرات قوانین اخیر فینا تغییر کرده‌است. دو مقاله تأثیرات یک تغییر عمده را که توسط فینا ۲۰۰۵ معرفی شد بررسی کردند: تغییر فاصله ضربات پنالتی از ۴ متر به ۵ متر [۹، ۱۰]. هر دو مطالعه مسابقات قهرمانی جهان را سال‌ها قبل و بعد از اصلاح مورد تجزیه و تحلیل قرار دادند و دریافتند که مسافت طولانی‌تر برای ضربات پنالتی منجر به نرخ موفقیت کمتری نمی‌شود. گل‌های پنالتی بر اساس مقررات جدید دو برابر به همه گل‌های زده شده کمک کردند، اما نسبت پنالتی‌هایی که بر نتایج نهایی تأثیر گذاشتند (برد/باخت/تساوی) ثابت ماند. سایر تغییرات در پویایی و نتایج بازی واترپلو نیز با قوانین جدید فینا ۲۰۰۵ مرتبط بود، از جمله افزایش مدت شنا، کاهش مدت زمان تماس، تعداد گل‌ها و پرتاب‌های بیشتر، و پرتاب‌های بیشتر از موقعیت‌های پیرامونی. ۱۱، ۱۲]. در امتداد همان خط تحقیق، آرگودو و همکاران. بیشتر تأثیر قوانین جدید FINA 2005 و ۲۰۰۹ را با تمرکز دقیق بر دینامیک شات تحت چارچوب‌های موقعیتی مختلف مورد مطالعه قرار داد [۱۳]. قوانین جدید به‌طور متفاوتی بر دسته‌بندی مردان و زنان تأثیر گذاشت. در بازی‌های زنان، علیرغم تلاش‌های بیشتر در هنگام ضدحمله، گل‌های موفق کمتری وجود داشت. طبق قوانین جدید هیچ تغییری در بازی‌های مردان وجود نداشت. این تفاوت به اصلاح قانون زیر نسبت داده شد: کاهش طول زمین بازی از ۳۰ به ۲۵ متر فقط در رده زنان. برخی از یافته‌های فوق با یافته‌های Madera و همکارانش مطابقت داشت. [۲]. در مطالعه طولی، نمرات جعبه از مسابقات مردان از بازی‌های المپیک از سال ۱۹۳۶ و همه بازی‌های قهرمانی جهان بازیابی شد. اصلاح قوانین با تغییرات در نتایج در طول تاریخ واترپولو همراه بوده‌است. به عنوان مثال، زمانی که زمان مالکیت توپ از ۴۵ به ۳۵ ثانیه (FINA 1977) و ۳۵ به ۳۰ ثانیه (FINA 2005) کاهش یافت، تعداد گل‌ها افزایش یافت که نشان می‌دهد کاهش زمان مالکیت، سرعت توپ را افزایش داده‌است. بازی و افزایش رقابت علاوه بر این، تغییر قانون FINA 2005 مبنی بر افزایش زمان کل بازی از ۲۸ به ۳۲ دقیقه با تعداد گل‌های بیشتری در تیم‌های برنده دنبال شد اما در تیم‌های بازنده نه. فقدان تأثیر مستقیم بر اهداف بازنده‌ها نشان دهنده عدم تطابق در انطباق با مقررات جدید است. تغییرات قوانین اخیر در FINA 2013 توسط Sahrom و همکاران مورد بررسی قرار گرفت. [۱۴]. طبق قوانین جدید، خطاهای حذف و تعداد پاس‌ها تقریباً دو برابر شد که نشان‌دهنده حرکات پویاتر و سرعت انفجاری شنا است که در اصلاحات فینا ۲۰۱۳ در نظر گرفته شده‌است. خطای محرومیت نشانگر خوبی برای پویایی بازی است، زیرا با مبارزه شدید برای موقعیت‌ها قبل از انجام خطای محرومیت مشخص می‌شود و در نتیجه یک موقعیت «مرد آپ» زمانی که تیم تهاجمی سعی می‌کند با شنای پیشرفته، پاس‌های مکرر از برتری استفاده کند، مشخص می‌شود. و تاکتیک‌ها و تکنیک‌های خلاقانه. به‌طور غیرمنتظره، این مطالعه همچنین نشان داد که افزایش پویایی مربوط به خطاهای حذف بیشتر تا حدی با خطاهای حذف به خودی خود که شامل مکث‌های طولانی مدت و در نتیجه مدت زمان ثابت طولانی‌تر است، جبران می‌شود، که با قصد کاهش موقعیت‌های ایستا در تغییر قانون FINA 2013 مغایرت دارد.

### اصلاحات ۲۰۱۸
ادبیات نشان داده‌است که بیشتر تغییرات در گیم پلی با قصد فینا برای تبدیل واترپولو به ورزشی پویاتر و جذاب تر مطابقت دارد. به‌طور غیرمنتظره، برخی از تغییرات گیم پلی در جهت مخالف نیات فینا است. به عنوان مثال، افزایش دینامیک مربوط به خطاهای حذف بیشتر تا حدی با خطاهای حذف به خودی خود که شامل مکث‌های طولانی مدت و در نتیجه مدت زمان ثابت طولانی‌تر است، جبران شد، که با هدف کاهش موقعیت‌های ایستا در تغییر قانون FINA 2013 مغایرت داشت [۱۴]. علاوه بر این، تغییرات حاصل در گیم‌پلی‌ها متنوع‌تر و پیچیده‌تر از آنچه در ابتدا پیش‌بینی می‌شد هستند. به عنوان مثال، کاهش مالکیت توپ از ۳۵ به ۳۰ ثانیه (FINA 2005) تأثیر قابل توجهی بر پویایی شوت در بازی‌های زنانه دارد اما در بازی‌های مردانه تأثیر قابل‌توجهی ندارد [۱۳]. زمانی که زمان مالکیت از ۳۰ به ۲۰ ثانیه پس از تنظیم مجدد کاهش یافت (FINA 2018)، بازی‌های مردان شروع به افزایش در تعداد پرتاب‌ها و اثربخشی پرتاب‌ها کردند [۲۰]. تیم‌های مختلف همچنین واکنش‌های متفاوتی به تغییرات قوانین داشتند، با تنظیمات سریع‌تر در میان تیم‌های قوی‌تر [۲]. تأثیر تغییرات قوانین فراتر از ورزشکاران و مربیان به داوران رفته‌است. فاصله زمانی بین اجرای قوانین جدید و انطباق توسط داوران در سبک داوری آنها مشاهده شد [۱۴]. قابل توجه، تغییرات قوانین فینا ۲۰۱۸ علیرغم تأثیر قابل توجهی که در ادبیات نشان داده شده‌است، توسط برخی اساساً «اقدامات زیبایی» در نظر گرفته شد [۶]. در نهایت، اگرچه ادبیات ارتباط بین تغییرات قوانین FINA و چندین تناوب در جنبه‌های مختلف گیم‌پلی را پیشنهاد کرده‌است، هیچ‌یک از نتایج معیارهای اثبات یک رابطه علی را برآورده نکرده‌است. با توجه به ادبیات محدود، ما نمی‌توانیم تحقیقات عمیق‌تری مانند متاآنالیز انجام دهیم که ممکن است اطلاعات قطعی‌تری در مورد رابطه علت و معلولی ارائه دهد.

### تاریخچه تغییرات مهم در زمان و ابعاد بازی
زمان بازی Period × Time (Game) در مسابقات رسمی بین‌المللی و ملی به شرح زیر بوده‌است:
1. ۱۹۴۲ تا ۱۹۴۹: دو زمان ده دقیقه ای ۲*۱۰=۲۰
2. ۱۹۴۹ تا ۱۹۷۷: چهار زمان پنج دقیقه ای ۴*۵=۲۰
3. ۱۹۸۱ تا ۲۰۰۵: چهار زمان هفت دقیقه ای ۴*۷=۲۸
4. ۲۰۰۵ تا الان: چهار زمان هشت دقیقه ای ۴*۸=۳۲

در مسابقات داخلی و باشگاهی و دانشگاهی و رده‌های سنی پایین‌تر از ۲۰ دقیقه تا ۳۶ دقیقه (چهار زمان پنج دقیقه ای تا چهار زمان نه دقیقه ای) متغیر است.
زمان مالکیت توپ Possession Time (s): تا قبل از ۱۹۷۱ چنین قانونی وجود نداشت.
1. ۱۹۷۱ تا ۱۹۷۷: ۴۵ ثانیه
2. ۱۹۷۷ تا ۲۰۰۵: ۳۵ ثانیه
3. ۲۰۰۵ تا ۲۰۱۸: ۳۰ ثانیه
4. ۲۰۱۸ تا الان: ۲۰ ثانیه

زمان محرومیت موقت بازیکن خطاکار (اخراج موقت) Exclusion Time (s): تا قبل از ۱۹۷۱ چنین قانونی وجود نداشت.
1. ۱۹۷۱ تا ۱۹۷۷: ۶۰ ثانیه
2. ۱۹۷۷ تا ۱۹۸۶: ۴۵ ثانیه
3. ۱۹۸۶ تا ۱۹۹۱: ۳۵ ثانیه
4. ۱۹۹۱ تا الان: ۲۰ ثانیه

فاصله زدن ضربه پنالتی Minimum Distance (Direct Shot):
1. ۱۹۴۲ تا ۱۹۹۶: ۴ متر
2. ۱۹۹۶ تا ۲۰۰۵: ۷ متر
3. ۲۰۰۵ تا الان: ۵ متر

ابعاد زمین بازی (استخر) Swimming Pool Dimensions:
۳۰ × 20 m است. در سال ۲۰۰۵ برای زنان 25x 20 m (women) شد.
Length: The length of the pool must be between 25-30m (82'-98.43') ; Width: The width of the pool must be · 10-20m (32.8'-65.62')
واترپولو یک ورزش گروهی است که با استفاده از توپ در آب انجام می‌شود. که در آن دو تیم با ۷ بازیکن و یک دروازه‌بان در هر تیم به همراه ۷ بازیکن ذخیره در این ورزش شرکت می‌کنند بازیکنان باید با شنا کردن حرکت کنند. این بازی در ۴ زمان ۸ دقیقه‌ای انجام می‌شود. برنده تیمی است که در این ۴ زمان توپ‌های بیشتری را داخل دروازهٔ رقیب کند. برای شناخت بیشتر این ورزش با ما باشید.
ترجمه تحت‌اللفظی واترپولو به معنی «چوگان آبی» است. این رشته اولین ورزش گروهی بود که در سال ۱۹۰۰ وارد المپیک شد که با قهرمانی بریتانیا همراه بود. حاکمیت بریتانیایی ها بر این رشته بعدها از بین رفت و کشورهایی چون مجارستان، ایتهلند و کشورها اروپای شرقی به قدرت‌های اول این رشته تبدیل شدند.
واترپولو در دهه ۱۸۷۰ در بریتانیا اختراع شد و اولین قواعد آن در اسکاتلند و انگلیس به وجود آمد، نخستین بازی بین‌المللی بین تیم‌های ملی این دو کشور در سال ۱۸۹۰ در لندن برگزار و با پیروزی اسکاتلند پایان یافت.
وارد شدن واترپولوی زنان به بازی‌های المپیک در المپیک ۲۰۰۰ سیدنی انجام گرفت. ادارهٔ این ورزش در سطح بین‌المللی بر عهده فدراسیون بین‌المللی ورزش های آبی است. طول استخر واترپلو در مسابقات بین‌المللی ۲۵ و عرض آن ۲۰ متر است. دروازه‌ها ۳ متر عرض دارند و ۹۰ سانتی‌متر از سطح آب ارتفاع دارند. وزن توپ هم ۴۰۰ تا ۴۵۰ گرم است.
قوانین ورزش واترپولو
هر تیم از ۱۴ بازیکن تشکیل شده‌است که شامل هفت بازیکن اصلی و هفت بازیکن ذخیره‌است. بازیکنان اصلی دارای یک دروازه‌بان و شش بازیکن زمین هستند. این شش بازیکن می‌توانند هم در نقش حمله و هم در نقش دفاعی آشکار شوند و جای مخصوص به خود ندارند.
یکی از قوانین مهم واترپولو این است که بازیکنان زمین اجازه ندارند توپ را با دو دست بگیرند و باید آن را تنها با یک دست کنترل کنند. در فاصله دو متری از دروازه‌بان‌های هر تیم علامت‌هایی به نام خط دو متری وجود دارد. بازیکنان تیم مقابل چنانچه توپ نداشته باشند نباید وارد این محوطه شوند.
مدت زمان بازی برای آقایان در چهار ست هشت دقیقه‌ای و برای خانم‌ها چهار ست چهار تا شش دقیقه‌ای است.
اندازه زمین (بین‌المللی): طول ۲۵ متر و عرض ۲۰ متر و عمق آب ۲ متر (۴ پا) و نباید از ۸۰/۱ متر کمتر باشد در مسابقات داخلی تلاش بر این است که شرایط فوق رعایت شود
اندازه دروازه: طول آن ۳ متر و ارتفاع ۹۰ سانتی‌متر و عمق ۳۰ سانتی‌متر و جنس آن از چوب یا فلز یا پلاستیک و رنگ آن سفید می‌باشد.
توپ واترپلو: ۴۰۰ تا ۴۵۰ گرم و رنگ زرد می‌باشد. این نوع توپ از سه قسمت اصلی، بلیدر، نخ پیچ و رویه توپ تشکیل شده‌است و در دو سایز مخصوص مردان و زنان تولید می‌شود.
محیط توپ واترپلو: بین ۶۷ تا ۷۱ سانتی‌متر و جنس رویه آن از چرم یا پلاستیک باشد.
شروع بازی: توسط حلقه ای توپ در وسط آب قرار می‌گیرد یا توسط داور انداخته می‌شود.
تعداد تعویض: آزاد
فاصله نقطه پنالتی تا دروازه ۵ متر می‌باشد. بلند کردن ۲ پرچم متوسط داور یعنی گل قبول است. تعداد استراحت پس از هر دوره به مدت ۲ دقیقه و در هر دوره دو استراحت ۱ دقیقه ای.
یک تیم می‌تواند ۳۰ ثانیه توپ را می‌تواند در اختیار داشته باشد. از پشت ۶ متر می‌توان خطا را یک ضرب گل کرد.
چهار خط با رنگ‌های خط قرمز، خط زرد، خط سبز، خط سفید وجود دارد.
خط قرمز: ۲متر بازیکن تیم مقابل اگر توپ داشته باشند نباید وارد این محوطه شود. خط زرد :۵ متر پنالتی –خطایی که داور تشخیص به پنالتی می‌دهد.
خط سفید: خط دروازه و خط نیمه خط سبز :۷متر –آزاد بازیکنان در این منطقه آزاد می باشند.
کرنر: از منطقه ۲ متر و محل درست وبا خروج بازیکنان تیم حمله از این منطقه می‌باشد و در غیر این صورت تکرار می‌شود
وقت اضافی :۲زمان ۵ دقیقه ای
خطاهای واترپولو
- زدن توپ با مشت بسته تکیه کردن یا گرفتن چوب‌های دروازه
- شنا کردن روی شانه‌ها و پشت حریف فرو بردن توپ زیر آب در زمان حمله طرف مقابل
- گرفتن توپ در یک لحظه با هر دو دست پاشیدن آب به صورت حریف
- مانع بازی حریف شدن
- انداختن تنه روی حریف و فشار آوردن
- اتلاف وقت
- اگر یک بازیکن ۳ بار اخراج شود دیسکالیفه با جایگزین
- اگر بازیکن مرتکب خشونت شود. اکسکلود بدون جایگزین خواهد بود.
- اخراج بازیکن ۲۰ ثانیه و پشت خط دروازه خودی قرار می‌گیرد.
- زمان بازی ۴ دوره ۸ دقیقه ای مفید و فعال برای آقایان و خانم‌ها
توپ واترپولو
توپ واترپولو از جنس لاستیک عایق است که در آب سنگین نمی‌شود. وزن آن ۴۵۰ _ ۴۰۰ گرم، محیط آن ۷۱ _ ۶۸ سانتی‌متر برای مردان و ۶۷ _ ۶۵ سانتی‌متر برای زنان است. در شروع مسابقه، توپ در مرکز استخر قرار می‌گیرد و بازیکن باید برای گرفتن آن به سمت مرکز استخر شنا کنند.
آسیب‌های ورزش واترپولو
بعضی از آسیب‌های واترپولو ناشی از انجام این ورزش در آب است مانند حساسیت و قرمزی چشم، آفتاب سوختگی و عفونت‌های پوستی. ولی از آسیب‌های رایج و مخصوص به این ورزش می‌توان به موارد زیر اشاره کرد
کشیدگی تاندون‌های شانه: این آسیب بسیار رایج است زیرا ورزشکاران برای افزایش قدرت و سرعت پرتاپ توپ به عضلات و تاندون‌های این قسمت فشار زیادی وارد می‌کنند و سبب کشیدگی و گاهی پارگی تاندون‌های این قسمت می‌شوند.
آسیب به انگشتان: سرعت سریع توپ و برخورد آن با انگشتان دست ورزشکاران سبب ضرب دیدگی، کبودی و حتی بروز زخم و شکستگی در این نواحی می‌شود.
آسیب ناحیه صورت: واترپلو ورزش پربرخوردی است و ورزشکاران به سهو یا به عمد ضرباتی را به بازیکن حریف وارد می‌کنند. در نتیجه کبودی زیر چشم و پارگی لب از جمله آسیب‌های رایج است.
عواملی که باعث پیدایش آسیب بیشتر می‌شوند
- نداشتن بنیه و انعطاف‌پذیری لازم برای این ورزش
- بی تجربگی و مهارت ناکافی در اجرای تکنیک‌ها
- استفاده نکردن از وسایل ایمنی مانند کلاه ایمنی و وسایل حفاظتی از گوش و دهان
پیشگیری از آسیب‌ها
رعایت چند نکته از پیدایش آسیب بدنی پیشگیری می‌کند.
- منظم ورزش کنید تا بدن شما برای این ورزش قدرت و انعطاف‌پذیری کافی را به دست آورد.
- علاوه بر تمرینات واترپولو، از سایر تمرین‌ها بدن سازی به منظور ارتقای سطح قدرت و انعطاف‌پذیری بدن استفاده کنید.
- حتماً در حین و پس از ورزش آب زیاد بنوشید.
- پیش از ورزش بدن خود را گرم کنید.
- پس از خروج از آب، تمرینات کشش را فراموش نکنید.
- از وسایل ایمنی و عینک شنا استفاده کنید.
- چنانچه حس کردید آسیب دیده‌اید، بلافاصله ورزش را متوقف کنید و در صورت لزوم از کمپرس یخ و بالا نگه داشتن اندام آسیب دیده استفاده کرده و به پزشک مراجعه کنید و تا سلامت کامل ورزش نکنید.

## تاریخچه واترپولو زنان
- واترپولو زنان در سال ۱۹۰۶ در هارلم هلند آغاز شد
- در ۲۵ سال ابتدایی قرن بیستم محبوبیت پیدا کرد و سپس در سال ۱۹۲۶ پس از پیروزی باشگاه ورزشی لس آنجلس به دلیل «بی رحمی و وحشیانه» بودن برای زنان ممنوع شد.
- مسابقات ملی زنان برای ۳۵ سال آینده متوقف شد.
- واترپولو زنان در دهه ۱۹۶۰ به عنوان راهی برای ورزشکاران آبزی برای تمرین سایر ورزش‌های آبی محبوبیت پیدا کرد.
- در سال ۱۹۷۸ ایالات متحده، استرالیا، کانادا، آلمان و هلند مسابقات نمایشگاهی را در برلین غربی برگزار کردند. تیم آمریکا مدال برنز گرفت. واترپولو زنان برگشت!
- اولین جام جهانی زنان فینا در سال ۱۹۷۹ برگزار شد و تیم ایالات متحده طلا گرفت
- در سال ۱۹۸۶ واترپولو زنان به عنوان یک ورزش رسمی قهرمان جهان در مادرید اسپانیا جایگاه کامل را به دست آورد
- واترپولوزنان در سال ۲۰۰۰ در سیدنی استرالیا به یکی از ورزش‌های المپیک تبدیل شد، جایی که استرالیایی‌ها تیم آمریکا را برای کسب مدال طلا شکست دادند.
- اولین جام جهانی رسمی واترپولو زنان فینا که در سال ۱۹۷۹ در مرسدس کالیفرنیا برگزار شد توسط ایالات متحده آمریکا قهرمان شد. در سال ۱۹۸۲، واترپولو زنان یک رویداد نمایشگاهی در مسابقات جهانی شنا در گوایاکیل، اکوادور بود و در سال ۱۹۸۶ به یک رویداد رسمی WC در مادرید، اسپانیا تبدیل شد.